# John Bruton
John Bruton (Iers: Seán de Briotún, Dunboyne (County Meath), 18 mei 1947 – Dublin, 6 februari 2024) was de 9e Taoiseach van Ierland, tussen 1994 to 1997 leider van een regenboog coalitie tussen Fine Gael-Labour-Democratic Left. Bruton was een TD (parlementslid) sinds 1969, en was minister van Financiën en minister van Industrie en Handel. Van 1990 tot 2001 was hij de partijleider van Fine Gael.
Na een 35-jarige politieke carrière in Ierland werd John Bruton in december 2004 benoemd tot ambassadeur van de Europese Unie in Washington D.C. In deze baan geeft hij leiding aan 100 diplomaten die bij de Delegatie van de Europese Commissie in de VS werken en vertegenwoordigt hij de EU bij de Amerikaanse regering.
Bruton werd opgeleid aan een exclusieve katholieke school in Clongowes Wood. Later studeerde hij aan het University College Dublin, waar hij een Bachelor of Arts behaalde voordat hij aan een studie als advocaat begon.
Hij werd gekozen tot TD (parlementslid) voor County Meath in de parlementsverkiezingen van 1969. Hij was de jongste TD in de Dáil. Hij werd de Parlementaire secretaris voor de minister van Onderwijs in Liam Cosgraves Fine Gael-Labour Nationale Coalitie tussen 1973 en 1977. Toen Fine Gael in de oppositie kwam in 1977 werd Bruton tot woordvoerder voor agricultuur gepromoveerd door Garret FitzGerald, de nieuwe leider van Fine Gael. Toen Fitzgerald in 1981 zijn eerste regering samenstelde werd Bruton aangesteld als Minister van Financiën. Echter, op 29 januari 1982 werd Brutons budget afgekeurd door de Dáil Éireann, toen de regering een algemene meerderheid miste, en zich moest richten op de Onafhankelijke stemmen.
FitzGeralds Fine Gael-Labour coalitie verloord de volgende algemene verkiezingen, maar kwamen weer aan de macht toen de nieuwe regering van Charles Haughey, die op zich ook een meerderheid miste, ook de Dáil Éireann werd afgekeurd aan het eind van dat jaar. In december 1982 was Bruton weer terug in de regering, maar was demoteerd naar de positie van Minister voor Industrie, Handel, Commercie en Toerisme. Na een reorganisatie in het kabinet in 1986 kwam hij weer terug bij Financiën. Echter, de regering stortte in in 1987 over de plannen voor het budget van dat jaar. Labour trok zich terug, en Fine Gael, die in de minderheid was, verloor sterk in de algemene verkiezingen die korte tijd later werden gehouden.
Toen FitzGerald aftrad, stond Bruton kandidaat voor het leiderschap van Fine Gael, maar werd verslagen door Alan Dukes. Bruton werd gekozen tot vice-leider. Na Fine Gaels zware verlies in de presidentiële verkiezingen van 1990, toen de kandidaat op de 3de plaats (van 3 kandidaten) eindigde, werd Dukes gedwongen af te treden als aanvoerder. Bruton nam zijn plaats in.
Dukes kwam uit de sociaaldemocratische hoek van Fine Gael, Bruton kwam uit de conservatievere christendemocratische hoek. Maar tot de grote verbazing van veel critici en conservatieven was zijn eerste actie de aanvraag voor introductie van de mogelijkheid om te scheiden in Ierland.
Over de laatste 10 jaar was de populariteit van Fine Gael gedaald van een hoogtepunt in de algemene verkiezingen van 1982 toen het 70 zetels kreeg in de Dáil Éireann, 5 zetels minder dan Fianna Fáils totale aantal. Na de periode van onervaren leider Dukes werd de verkiezing van Bruton gezien als de kans voor Fine Gael om zich opnieuw op te bouwen onder een ervaren, maar minder fotogenieke en populaire, politieke aanvoerder. Alhoewel Bruton werd gezien als rechts en zijn plattelandsachtergrond werd tegen hem gebruikt, vooral in de media. Hij werd ook overschaduwd door Dick Spring, die al lange tijd aanvoerder van Labour was.
Tegen de tijd dat de Ierse algemene verkiezingen van 1992 werden gehouden resulteerde de anti-Fianna Fáil sfeer in het land een grote overwinning voor Labour, en niet voor Brutons Fine Gael. Tot de verbazing van het electoraat, die op Labour hadden gestemd om Fianna Fáil uit het kabinet te krijgen, koos Labour voor een nieuwe coalitie met Fianna Fáil. Dit bleek geen populaire actie van Labour - boze stemmers stemden tegen hun partij in opiniepeiling vlak na de verkiezingen en in 1997 bleek dat veel van Labours gewonnen zetels (een historisch hoogtepunt van 33 zetels in 1993) weer werden verloren. Tegen die tijd, na een ineenstorting van de Fianna Fáil-Labour administratie in december 1994, werd Bruton (ook tot zijn eigen verbazing) taoiseach aan het hoofd van een coalitie van drie partijen, Fine Gael, Labour en een kleine linkse partij, Democratic Left (die uiteindelijk met Labour samen ging).
Brutons politiek was anders dan die van de meeste ander Ierse leiders. Terwijl de rest uit de onafhankelijkheidsbeweging Sinn Féin (uit de tijd 1917-22) kwamen, of zich daarmee identificeerden, identificeerde Bruton zich meer met de gematigde Irish Parliamentary Party traditie die door Sinn Féin in de verkiezingen van 1918 werd overschaduwd. Hij had een portret van zijn politieke voorbeeld, de IIP's leider John Redmond aan de muur hangen van zijn kantoor, in plaats van andere figuren zoals Patrick Pearse. Maar als voorbeeld van Brutons complexiteit hing er ook een portret van ex-Fianna Fáil taoiseach Sean Lemass die voorganger Reynolds daar had gehangen. Bruton, zoals veel politieke analisten, zag Lemass als wellicht de beste en meest hervormende taoiseach in de geschiedenis van de staat.
Brutons Regenboog Coalitie werd over het algemeen gezien als een goede regering met Bruton aan het roer. Bruton was in het begin de onpopulairste van de moderne politieke aanvoerders, en er werd gezegd dat hij een slechte relatie had met Spring. Zijn populariteit steeg snel toen hij en Spring, (samen met Proinsias de Rossa, aanvoerder van DL) werden gezien als een effectief team. Zijn regering zorgde ervoor dat er een constitutionele aanpassing werd doorgevoerd wat scheiden mogelijk maakte in de republiek.
Bruton was ook de eerste die een officieel bezoek van een lid van de Britse Koninklijke familie ontving, Prins Charles.
Tijdens de volgende verkiezingen was de voorspelling dat de regering opnieuw gekozen zou worden, maar de frustratie van het publiek met Labour betekende dat het niet genoeg stemmen kreeg om opnieuw gekozen te worden.
Fianna Fáil en de Progressive Democrats onder Bertie Ahern kwamen aan de macht, en Fine Gael in de oppositie raakte in verlamming. Omdat de partij op het punt stond ineen te storten werd Bruton afgezet als partijleider in 2001. De nieuwe aanvoerder, Michael Noonan, was echter geen goede keuze, en de partij werd gedecimeerd tot een aantal dat veel minder was dan werd verwacht onder Bruton. De verkiezingen werden gezien als een mogelijkheid om het aantal zetels te vergroten van 54 naar 60, in plaats daarvan wonnen ze maar 31 zetels.
Bruton, een supporter van de Europese Integratie, werd door de Taoiseach Bertie Ahern aangewezen als een van Ierlands delegatieleden die een voorgestelde constitutie tekenen voor de Europese Unie. Zijn broer, Richard Bruton, was van juli 2020 tot september 2023 de leider van Fine Gael.
John Bruton overleed op 6 februari 2024 na een lang ziekbed op 76-jarige leeftijd.

## Brutons Regering, december 1994 - juni 1997
- John Bruton, FG - An Taoiseach
- Dick Spring, LAB - An Tánaiste en Minister voor Buitenlandse Zaken
- Ruairí Quinn, LAB - Minister voor Financiën
- Michael Noonan, FG - Minister voor Gezondheid
- Alan Dukes, FG - Minister voor Transport, Energie & Communicatie (30.11.96 - 26.6.97)
- Mervyn Taylor, LAB - Minister voor Gelijke rechten & Wethervorming
- Michael D. Higgins, LAB - Minister voor Kunst, Cultuur en & de Gaeltacht
- Brendan Howlin, LAB - Minister voor het Milieu
- Niamh Breathnach, LAB - Minister voor Onderwijs
- Nora Owen, FG - Minister voor Justitie
- Prionsias de Rossa, DL - Minister voor Sociale Zaken
- Enda Kenny, FG - Minister voor Toerisme & Handel
- Richard Bruton, FG - Minister voor Enterprise & Werkgelegenheid
- Ivan Yates, FG - Minister voor Agriculture, Voedsel & Natuur
- Michael Lowry, FG - Minister voor Transport, Energie & Communicatie (30.11.96 - 26.6.97)
- Hugh Coveney, FG - Minister voor Defensie & Marine (15.12.94 - 23.5.1995)
- Seán Barret, FG - Minister voor Defensie & Marine (23.05.95 - 26.6.97)

- Gemeinsame Normdatei: 1176691880
- International Standard Name Identifier: 0000 0000 3893 1151
- Library of Congress Control Number: nb2002047307
- Nationale Bibliotheek van Tsjechië: osd20221166052
- Nationale Bibliotheek van Polen: a0000003703026
- Trove: 1102134
- Virtual International Authority File: 58587213
- WorldCat: E39PBJyxc6YqBDJVCgJFBpBQMP